# The Crouches
The Crouches  è una serie televisiva britannica in 12 episodi trasmessi per la prima volta nel corso di 2 stagioni dal 2003 al 2005.
È una sitcom familiare incentrata sulle vicende della famiglia Crouch che vive a Walworth, a sud-est di Londra.

## Personaggi e interpreti
- Aiden Crouch, interpretato da Akemnji Ndifernyan.
- Adele Crouch, interpretato da Ony Uhiara.
- Nonna Sylvie Crouch, interpretato da Mona Hammond.
- Bailey, interpretato da Don Warrington.
- Ed, interpretato da Danny John-Jules.
- Roly Crouch, interpretato da Robbie Gee.
- Natalie Crouch, interpretato da Jo Martin.
- Nonno Langley Crouch, interpretato da Rudolph Walker.
- Dennis Dutton, interpretato da Jimmy Akingbola.
- Sam, interpretato da Rhashan Stone.

## Produzione
La serie fu prodotta da British Broadcasting Corporation. Le musiche furono composte da Jerry Dammers. Tra i registi è accreditato Nick Wood.

### Sceneggiatori
Tra gli sceneggiatori sono accreditati:
- Ian Pattison
- Patricia Elcock
- Lisselle Kayla
- Paul McKenzie

## Distribuzione
La serie fu trasmessa nel Regno Unito dal 9 settembre 2003 al 14 febbraio 2005 sulla rete televisiva BBC One.

## Episodi
| Stagione         | Episodi | Prima TV Regno Unito | Prima TV Italia |
| ---------------- | ------- | -------------------- | --------------- |
| Prima stagione   | 6       | 2003                 |                 |
| Seconda stagione | 6       | 2005                 |                 |